# Оломоуцкий полумарафон
Оломоуцкий полумарафон (чеш. Olomoucký půlmaraton) — ежегодный полумарафон, который проводится в чешском городе Оломоуц. По критерию IAAF имеет золотой лейбл. Трасса соответствует стандартам IAAF, на ней могут фиксироваться мировые рекорды. Наряду с основной дистанцией проводятся 2 полумарафонские эстафеты: 3×5 км × 1 + 6,0975 км и 10 + 11,0975 км, а также массовый забег на 3 километра.
Полумарафон 2014 года состоялся 21 июня. Победителем стал пейсмейкер Джеффри Роно, 2-е место занял Уилсон Кипсанг с результатом 1:00.25.

## Победители
Рекорд трассы
| Год  | Победитель у мужчин     | Время (ч:м.с) | Победитель у женщин    | Время (ч:м.с) |
| ---- | ----------------------- | ------------- | ---------------------- | ------------- |
| 2010 | Джозеф Марегу (KEN)     | 1:03:19       | Аснакеш Менгицу (ETH)  | 1:13:12       |
| 2011 | Шами Абдулахи (ETH)     | 1:00:44       | Нецанет Ашамо (ETH)    | 1:10:41       |
| 2012 | Николас Кипкембои (KEN) | 1:01:48       | Ебергуаль Мелесе (ETH) | 1:11:33       |
| 2013 | Хенри Киплагат (KEN)    | 1:03:00       | Бетельхем Могес (ETH)  | 1:10:38       |
| 2014 | Джеффри Роно (KEN)      | 1:00:17       | Эдна Киплагат (KEN)    | 1:08:53       |
| 2015 | Джосфат Кипроп (KEN)    | 1:00.28       | Мэри Кейтани (KEN)     | 1:06:38       |
| 2016 | Стэнли Бивотт (KEN)     | 1:00:46       | Мэри Кейтани (KEN)     | 1:08:53       |
| 2017 | Джосфат Кипроп (KEN)    | 1:01:50       | Воркнеш Дегефа (ETH)   | 1:09:19       |